# Google Forms
Google Forms é um aplicativo de gerenciamento de pesquisas lançado pelo Google. Os usuários podem usar o Google Forms para pesquisar e coletar informações sobre outras pessoas e também podem ser usados para questionários e formulários de registro. As informações coletadas e os resultados do questionário serão transmitidos automaticamente. Além disso, o Google Forms também possui recursos de colaboração e compartilhamento para vários usuários.